# Michelangelo Marchese
Pour les articles homonymes, voir Marchese.
Michelangelo Marchese, né le 3 janvier 1972, est un acteur belge.

## Théâtre
- 1993 : Faust de Johann Wolfgang von Goethe, mise en scène de Daniel Scahaise : Altmayer et Valentin
- 1993 : Bettina de Carlo Goldoni, mise en scène de Jean-Claude Berutti
- 1994 : Antigone de Sophocle, mise en scène de Luc VanGrunderbeek : Créon, Tirésias et Eurydice
- 1994 : Le Roi Lear de William Shakespeare, mise en scène de Roumen Tchakarov : Edgar
- 1994 : Meurtre dans la cathédrale de T. S. Eliot, mise en scène de Daniel Scahaise
- 1995 : Hamlet de William Shakespeare, mise en scène de Dominique Haumont : Osric
- 1995 : Odyssée d'Homère, mise en scène de Jules Henri Marchant : Zeus et Ménélas
- 1995 : Roméo et Juliette de William Shakespeare, mise en scène de Daniel Scahaise
- 1996 : Barabbas de Michel de Ghelderode, mise en scène de Dominique Haumont : le chef de la prison, le guetteur et le prêtre
- 1996 : La Visite de la vieille dame de Friedrich Dürrenmatt, mise en scène de Daniel Scahaise : le gendarme
- 1996 : L'Orestie d'Eschyle, mise en scène de Daniel Scahaise : Egyste
- 1996 : La Chute des aveugles d'après Gert Hoffman, mise en scène de Luc VanGrunderbeek
- 1997 : Les Trois Mousquetaires d'Alexandre Dumas, mise en scène de Daniel Scahaise : Le Comte de Rochefort
- 1998 : La Mégère apprivoisée de William Shakespeare, mise en scène de Daniel Scahaise : Lucentio
- 1999 : Quand les huîtres se cachent pour mourir
- 1999 : Jules César de William Shakespeare, mise en scène de Daniel Scahaise : Décius et Titinius
- 1999 : Biderman et les incendiaires de Max Frisch, mise en scène de Thierry Debroux : Eisenrig
- 1999 : Le Misanthrope ou l'Atrabilaire amoureux de Molière, mise en scène de Michel Bogen : Oronte
- 2000 : Le Songe d'une nuit d'été de William Shakespeare, mise en scène de Bruno Bulté : Lysandre
- 2000 : Oncle Vania d'Anton Tchekhov, mise en scène de Daniel Scahaise : Astrov
- 2001-2002 : Othello ou le Maure de Venise de William Shakespeare, mise en scène de Pierre Laroche
- 2001-2003 : Bureau national des allogènes de Stanislas Cotton, mise en scène de Christine Delmotte
- 2002-2003 : La Nuit des Rois de William Shakespeare, mise en scène de Patrick Descamps : le duc Orsino et Toby
- 2003 : Les Jumeaux vénitiens de Carlo Goldoni, mise en scène de Carlo Boso : le capitaine
- 2003 : Abribus de Laurent Van Wetter, mise en scène d'Étienne Tombeux
- 2005 : Woyzeck de Georg Büchner, mise en scène de Carlo Boso
- 2006 : Les Affaires de Monsieur Jules César de Jean-Marie Piemme d'après Bertolt Brecht, mise en scène de Roumen Tchakarov
- 2007 : Au doigt et à l'œil écrit et mise en scène par Guy Theunissen
- 2008 : Le Bossu d'Éric-Emmanuel Schmitt d'après Paul Féval, mise en scène de Pascal Racan : Gonzague et Lagardère
- 2009 : Mister Bates écrit et mise en scène par Valérie Lemaître
- 2010 : Milady, d'Éric-Emmanuel Schmitt, mise en scène de Pascal Racan : cardinal de Richelieu
- 2010 : Himmelweg de Juan Mayorga, mise en scène de Jasmina Douieb : le commandant
- 2011 : Cinq filles couleur pêche d'Alan Ball, mise en scène de Christine Delmotte : Tripp
- 2011 : L'Écume des jours de Boris Vian, mise en scène d'Emmanuel Dekoninck : Nicolas
- 2012 : Les 39 Marches d'après Alfred Hitchcock et John Buchan, mise en scène d'Olivier Massart : Richard Hannay

## Filmographie

### Cinéma
- 1998 : La Fête du printemps : Gnome
- 2001 : En territoire indien
- 2001 : Pâques au tison : Lin
- 2002 : Belgi'x vs Atomi'x : Tony Braquemart
- 2002 : Ho ! Camarades
- 2003 : Dédales : l'amant
- 2004 : 25 degrés en hiver : Maton
- 2005 : Ultranova
- 2006 : Komma : Le portier
- 2006 : Anna ne sait pas
- 2006 : Role Playing Game (court métrage)
- 2006 : Assassins (court métrage)
- 2008 : Les Dents de la nuit : Michel Schaffner
- 2012 : Cloclo : Slim
- 2013 : Je suis supporter du Standard : Max
- 2015 : Vanitas d'Oscar Spierenburg :
- 2016 : Le Fantôme de Canterville
- 2017 : Laissez bronzer les cadavres d'Hélène Cattet et Bruno Forzani : Brisorgueil

### Télévision
- 2002 : Division d'honneur : Miguel
- 2004 : François le célibataire et ses amis formidables : Alexandre
- 2007 : La Fille du chef : le sommelier
- 2008-2010 : Melting Pot Café  (série télévisée, 2 épisodes) : Maxence
- 2014 : Kontainer Kats
- 2018 : Les Rivières pourpres (série télévisée)
- 2020 : L'Agent immobilier (mini-série) de Etgar Keret et Shira Geffen : Simon Elmaleh
- 2021 : Les Aventures du jeune Voltaire d'Alain Tasma : Le Lorrain
- 2022 : 1985 de Willem Wallyn : Jean Deprêtre

## Doublage

### Cinéma

#### Films
- Carlos « Nene » Librado (es) dans :
  - Le Gardien invisible (2017) : Jonan Etxaide
  - De chair et d'os (2019) : Jonan Etxaide
  - Une offrande à la tempête (2020) : Jonan Etxaide

- Simon Pegg dans :
  - Cadavres à la pelle (2010) : William Burke
  - Terminal (2018) : Bill

- Robbie Amell dans :
  - ARQ (2016) : Renton
  - La Baby-Sitter (2017) : Max

- Antonio Banderas dans :
  - Acts of Vengeance (2017) : Frank Valera
  - Compétition officielle (2021) : Félix Rivero

- Stephen Dorff dans :
  - Leatherface (2017) : Hal Hartman
  - Bride Hard (en) (2025) : Kurt

- Yōsuke Eguchi (en) dans :
  - Kenshin : L'Achèvement (2021) : Saitō Hajime
  - Kenshin : Le Commencement (2021) : Saitō Hajime
- 2005 : Le Secret de Kelly-Anne : Rex Williamson (Vince Colosimo (en))
- 2006 : Tristan et Yseult : Wictred (Mark Strong)
- 2009 : Ondine : Syracuse (Colin Farrell)
- 2009 : Amelia : Bill Stultz (Joe Anderson)
- 2009 : Tu n'aimeras point : Aaron (Zohar Strauss (en))
- 2010 : Skyline : Ray (Neil Hopkins)
- 2011 : Apollo 18 : le capitaine Benjamin Anderson (Warren Christie)
- 2012 : The Marine 3: Homefront : Eckert (Michael Eklund)
- 2013 : Dom Hemingway : Dom Hemingway (Jude Law)
- 2013 : Puzzle : Scott (Adrien Brody)
- 2014 : While We're Young : Josh Srebnick (Ben Stiller)
- 2015 : Into the Woods : le loup (Johnny Depp)
- 2015 : True Story : Christian Longo (James Franco)
- 2015 : En cavale : l'inspecteur Hauser (Matthew Del Negro)
- 2016 : Hot Bot (it) : l'agent Koontz (Danny Masterson)
- 2016 : Moonlight : Kevin adulte (André Holland)
- 2016 : La Dame de Katwe : Robert Katende (en) (David Oyelowo)
- 2016 : Memories of War : Jang Hak-soo (Lee Jung-jae)
- 2017 : Message from the King : Frankie (Tom Felton)
- 2017 : First Kill : Richie (William DeMeo (en))
- 2017 : Papa Moll : Stuss (Martin Rapold (de))
- 2018 : The Open House : Brian Wallace (Aaron Abrams)
- 2018 : Dédale meurtrier : Péter (Zoltán Schmied (hu))
- 2018 : The Spy Gone North : Jong Mu-taek (Joo Ji-hoon)
- 2019 : Une famille sur le ring : Hutch Morgan (Vince Vaughn)
- 2019 : Le Coupable idéal : ? (?)
- 2020 : Assiégés  : le capitaine Benjamin D. Keating (Orlando Bloom)
- 2020 : 2067 : Billy Mitchell (Damian Walshe-Howling)
- 2021 : Silent Night : Simon (Matthew Goode)
- 2021 : Margrete : Reine du Nord : Sir William Bourcier (Paul Blackthorne)
- 2021 : Drive My Car : Yūsuke Kafuku (Hidetoshi Nishijima)
- 2022 : Le Monde de Nate : Garrett Kekoa (Keola Simpson)
- 2022 : Panama : John Stark (Mel Gibson)
- 2022 : Au cœur des volcans : Requiem pour Katia et Maurice Krafft : le narrateur (Werner Herzog) (voix)
- 2022 : Je suis l'abysse : le capitaine [Qui ?]
- 2022 : Prison 77 : El Negro (Jesús Carroza (es))
- 2022 : The Drop (en) : ? (?)
- 2022 : Vengeance : Quentin Sellers (Ashton Kutcher)
- 2023 : Misanthrope : Gavin (Michael Cram)
- 2023 : Supercell : Roy (Skeet Ulrich)
- 2023 : La Tresse : Josh (Damon Runyan)
- 2023 : The Wandering Earth 2 : ? (?)
- 2023 : Les Feuilles mortes : Holappa (Jussi Vatanen)
- 2023 : Braquage de maître : Bruno (Cam Gigandet)
- 2024 : Late Night with the Devil : Carmichael Haig (Ian Bliss)
- 2024 : The Bricklayer : Radek (Clifton Collins Jr.)

#### Films d'animation
- 2010 : Pokémon : Zoroark, le maître des illusions : Gory
- 2013 : Albator, corsaire de l'espace : Ezra
- 2014 : Naruto the Last, le film : Toneri Ōtsutsuki
- 2014 : Appleseed Alpha : Talos
- 2014 : Avengers Confidential : La Veuve noire et le Punisher : Tony Stark / Iron Man
- 2017 : Starship Troopers : L'Invasion de Mars : le colonel
- 2022 : Moi, quand je me réincarne en Slime, le film : Scarlet Bond : Hiiro[1]
- 2022 : Le Secret des Perlims : le père de Claé

### Télévision

#### Téléfilms
- 2013 : Teen Beach Movie : Lester Buckingham (Steve Valentine)
- 2017 : Carly, 16 ans, enlevée et vendue : John Gallant (Antonio Cupo)
- 2019 : La fille toxique de mon mari : Greg (Matt Dallas)
- 2020 : Personne ne me séparera de mon enfant ! : Nick Archer (Hans Christopher)

#### Séries télévisées
- Tom Beck dans :
  - Alerte Cobra (2008-2013 / 2019) : l'inspecteur Ben Jäger
  - Einstein : Équations criminelles (2017-2019) : Felix « Einstein » Winterberg

- Guido Caprino dans :
  - 1992 (2015) : Pietro Bosco
  - 1993 (it) (2017) : Pietro Bosco

- 2004 : North and South : John Thornton (Richard Armitage) (mini-série)
- 2007 : Doctor Who : Thomas Milligan (Tom Ellis) (saison 3, épisode 13)
- 2008-2009 : Rita Rocks : Jay Clemens (Richard Ruccolo)
- 2009-2015 : Community : Ben Chang (Ken Jeong) (109 épisodes)
- 2010 : Les Aventuriers de Smithson High : Bryan Bartlett (Martin Donovan)
- 2010-2012 : Misfits : Seth (Matthew McNulty)
- 2011-2012 : Profession Négociateur (en) : Ramon Barbosa (Tony Caprari) (mini-série)
- 2014-2020 : Power : James « Ghost » St. Patrick (Omari Hardwick) (63 épisodes)
- 2015-2018 : The Last Ship : le senior chef Wolf Taylor (Bren Foster)
- 2019 : Gomorra : Michelangelo « Mickey » Levante (Luciano Giugliano) (saison 4)
- 2020 : The King : Jakub Szapiro (Michał Żurawski (pl))
- 2020 : The Head : Johan Berg (Alexandre Willaume (da)) (saison 1)
- 2021 : It's a Sin : Juan Pablo Barros (Tatsu Carvalho (pt)) et Paul Jukes (David Gregan-Jones) (mini-série)
- 2022 : Super Pumped : Ryan Graves (Joel Kelley Dauten) (6 épisodes) et Ben Smith (Alex Hurt) (saison 1, épisode 5)
- 2022 : Tout le monde ment : Sergio (Juan Diego Botto)
- 2022 : Les Enquêtes de Kindaichi : Isamu Kenmochi (Ikki Sawamura (en))
- 2022 : Gangs of London : Koba (Waleed Zuaiter) (saison 2)
- 2022 : Les Émissaires (es) : Ricardo [Qui ?]
- 2022 : Bosé (es) : Miguel Bosé (Iván Sánchez (es))
- 2022 : Chantal : Johnny D'Haese (Mathias Sercu)
- 2022 : Mocro Maffia : Chaib (Fouad Mourigh) (saison 4)
- 2023 : The Hardy Boys : Hurd Sparewell (Ari Cohen) (saison 3)

#### Séries d'animation
- 1981[2] : Spider-Man et ses amis extraordinaires : Norman Osborn/Le Bouffon vert
- 1996-1998 : Kenshin le vagabond : Hajime Saitō
- 2002-2003 : Saint Seiya : Rhadamanthe (OAV)
- 2005-2006 : Eureka Seven : Holland Novak
- 2006-2007 : Yu-Gi-Oh! GX : Davy Crickett
- 2008-2010 : Yu-Gi-Oh! 5D's : Bolton
- 2010-2012 : Yu-Gi-Oh! Zexal : Charlie McCay
- 2010-2012 : Avengers : L'Équipe des super-héros : Tony Stark/Iron Man
- 2012-2013 : Ultimate Spider-Man : Norman Osborn/Le Bouffon vert
- 2015-2017 : Naruto Shippūden : Hashirama Senju (3e voix)
- 2015-2018 : Star Wars Rebels : le commandant Satto
- 2016 : Magi: Adventure of Sinbad : le narrateur et Darius
- 2016-2018 : Drifters : Oda Nobunaga
- 2021 : Castlevania : Hector (saison 4)
- 2021-2022 : Lupin III Part 6 : Sherlock Holmes

## Livre audio
- Laurent Gounelle, L'homme qui voulait être heureux ( lu par Michelangelo Marchese), éd. Audiolib, Paris, 2010, 1 disque compact (durée : 4 h 0),  (ISBN 9782356412171), (BNF 42140465).
- Katarina Mazetti, Le Mec de la tombe d'à côté ( lu par Marielle Ostrowski et Michelangelo Marchese), éd. Audiolib, Paris, 2011, 1 disque compact (durée : 5 h 10),  (ISBN 9782356412737), (BNF 42363849).
- Katarina Mazetti, Le Caveau de famille ( lu par Marielle Ostrowski, Michelangelo Marchese et Cécile Florin), éd. Audiolib, Paris, 2011, 1 disque compact (durée : 5 h 8),  (ISBN 9782356414168), (BNF 42554543).
- Marc Levy, Si c'était à refaire (lu par Michelangelo Marchese), éd. Audiolib, Paris, 2012, 1 disque compact (durée : 8 h 11),  (ISBN 9782356414939), (BNF 42678330).
- Dennis Lehane, Ils vivent la nuit (lu par Michelangelo Marchese), éd. Audiolib, Paris, 2013, 2 disques compacts (durée : 15 h 40),  (ISBN 9782356416032), (BNF 43604261).
- Marc Levy, Un sentiment plus fort que la peur (lu par Michelangelo Marchese), éd. Audiolib, Paris, 2013, 1 disque compact (durée : 8 h 45),  (ISBN 9782356415875), (BNF 43569283).